# Ángela de la Casa
Ángela de la Casa (2 de agosto de 1849, Ciudad de Santa Fe, Argentina - 11 de enero de 1934, Esperanza, Santa Fe, Argentina) fue la continuadora de la empresa colonizadora de Guillermo Lehmann, luego de su fallecimiento en 1886. Desde la localidad de Esperanza, con ayuda de sus hijos y los representantes de la empresa colonizadora  dirigió la compra venta de tierras y además fundó las localidades de San Guillermo y Villa Trinidad. Se le reconoce también cierta vocación caritativa desde las Sociedad de Señoras de San Vicente de Paul.

## Biografía
Luego de fallecer Guillermo Lehmann en 1886, su esposa Ángela de la Casa junto a representantes de la empresa colonizadora e hijos sucedieron a éste. Ángela de la Casa ocupó el escritorio principal y continuó con la tarea administrativa-colonizadora iniciada por Guillermo y posteriormente se dedicó sólo a la venta de tierras. Si bien Rafaela no fue su residencia sino Esperanza, sus restos descansan, desde 1965, junto a la figura de Lehmann en el Cementerio local. Donó para la ciudad de Rafaela los terrenos donde se erigieron la escuela Alberdi y Normal. Una avenida y una escuela, la N°851, llevan su nombre.

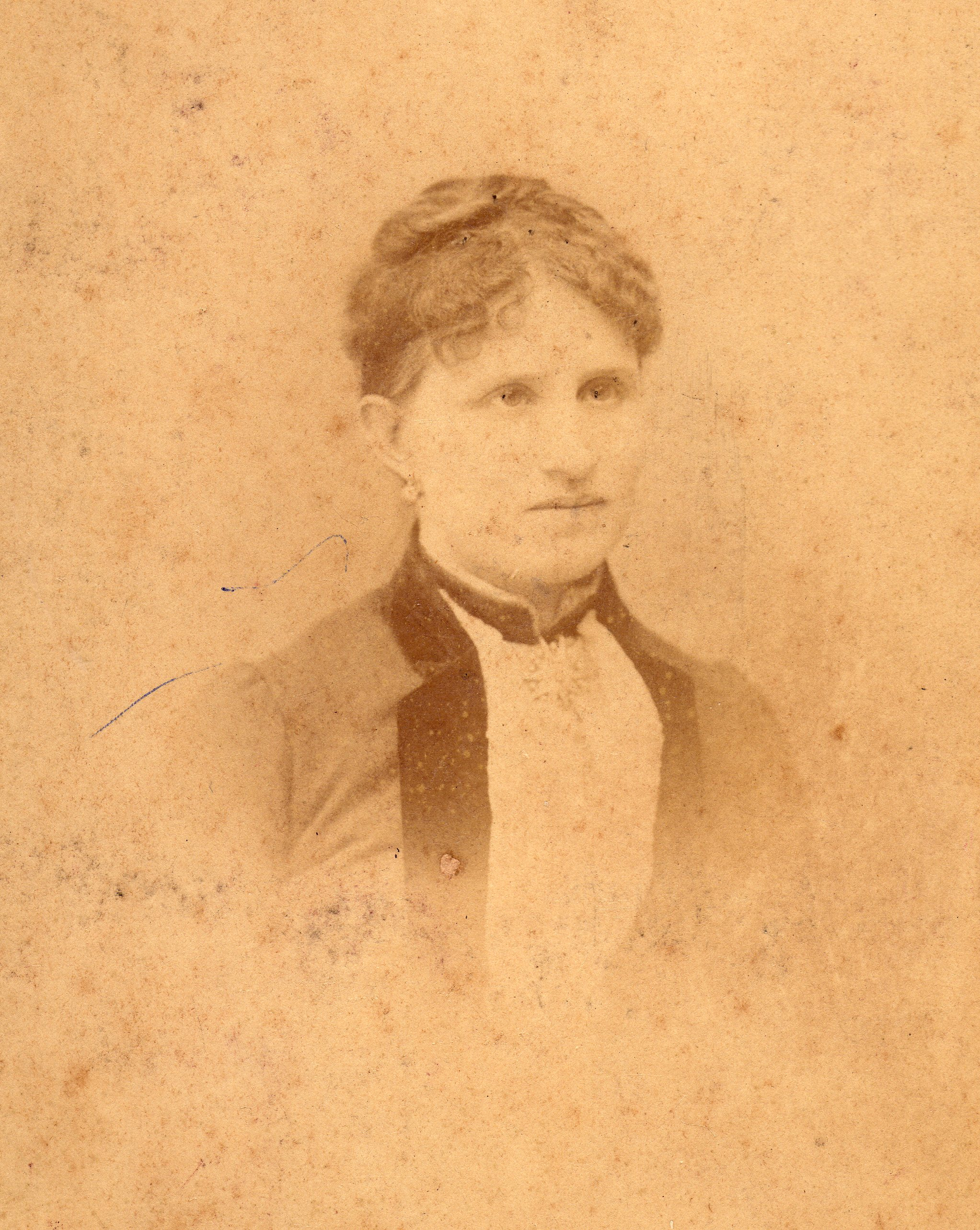
Retrato de Ángela de la Casa a joven edad

Ángela nació el 2 de agosto de 1849 en la ciudad de Santa Fe. La autora rafaelina Adelina Bianchi escribió un pequeño libro sobre ella, “Ángela, la colonizadora” (1982), que retrata los distintos momentos de la vida de la continuadora de la obra colonizadora de Guillermo Lehmann. “Ángela crecía en medio de los halagos de una infancia feliz. Se destacaba en la escuela como muy buena compañera y los libros le atraían, razón por la cual nunca tuvo momentos de ocio; siempre estuvo dedicada a la lectura provechosa.”

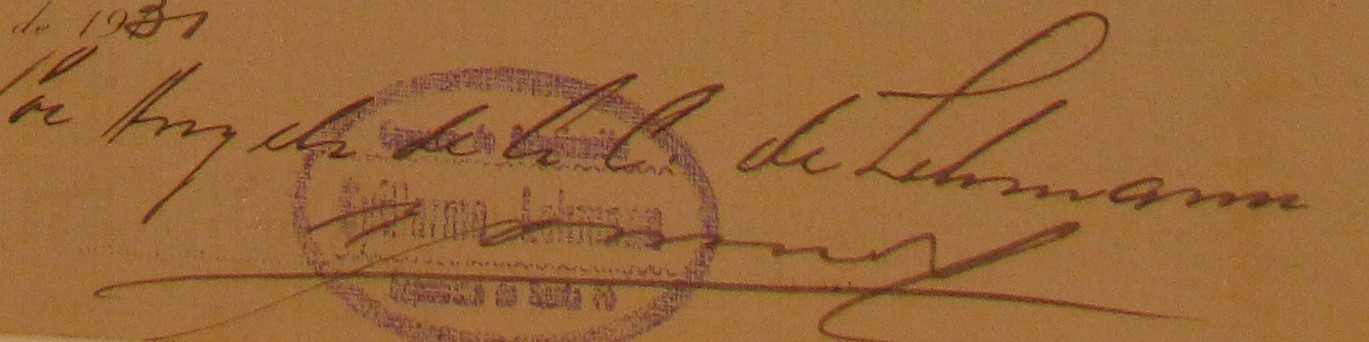
Firma de Ángela de la Casa en Boleto de Compra Venta de la Empresa Colonizadora (AHMR)

Fue en reuniones informales que se realizaban en su casa donde conoce a Guillermo “Will” Lehmann, a través del Dr. Simón de Iriondo, que luego será gobernador. En 1866 llegan al acuerdo matrimonial que los llevará a estar juntos en la empresa colonizadora que se estaba gestando. “Ángela de la Casa no ponía en tela de juicio su felicidad puesto que conocía la personalidad de su esposo, a través de un estudio que de su escritura había mandado a realizar, según se supuso por conversaciones posteriores.”
Ya radicados en Esperanza, Guillermo se abocaría de lleno a definir la tarea colonizadora y política. Por su parte Ángela se encargaría de la crianza de sus hijos pero también de acompañar ese proceso y aportar sus cualidades humanas. Sin embargo, Ángela también cuidaba los negocios del colonizador viajando por las colonias, llevando presentes a los colonos, cultivando amistades y siempre dispuesta a atender las necesidades con gran generosidad como cuando obsequió 100 ha a un colono que ser quería casar y no podía hacerlo porque no tenía tierra para trabajar ni dinero para comprar una concesión. A veces también sufrió las fechorías de algún gaucho arrebatador en sus viajes a la estancia El Potrero.
El 10 de octubre de 1886 Ángela recibe la noticia de la muerte del colonizador en un hotel de Buenos Aires. Tenía 46 años. Un suicidio que todavía despierta sospechas. “Entonces se encerró en un mutismo total y su pensamiento se concentró en el enorme misterio de la muerte física pero sobre todo, en la elección de ese camino como si todos los de la tierra se hubieran terminado.”

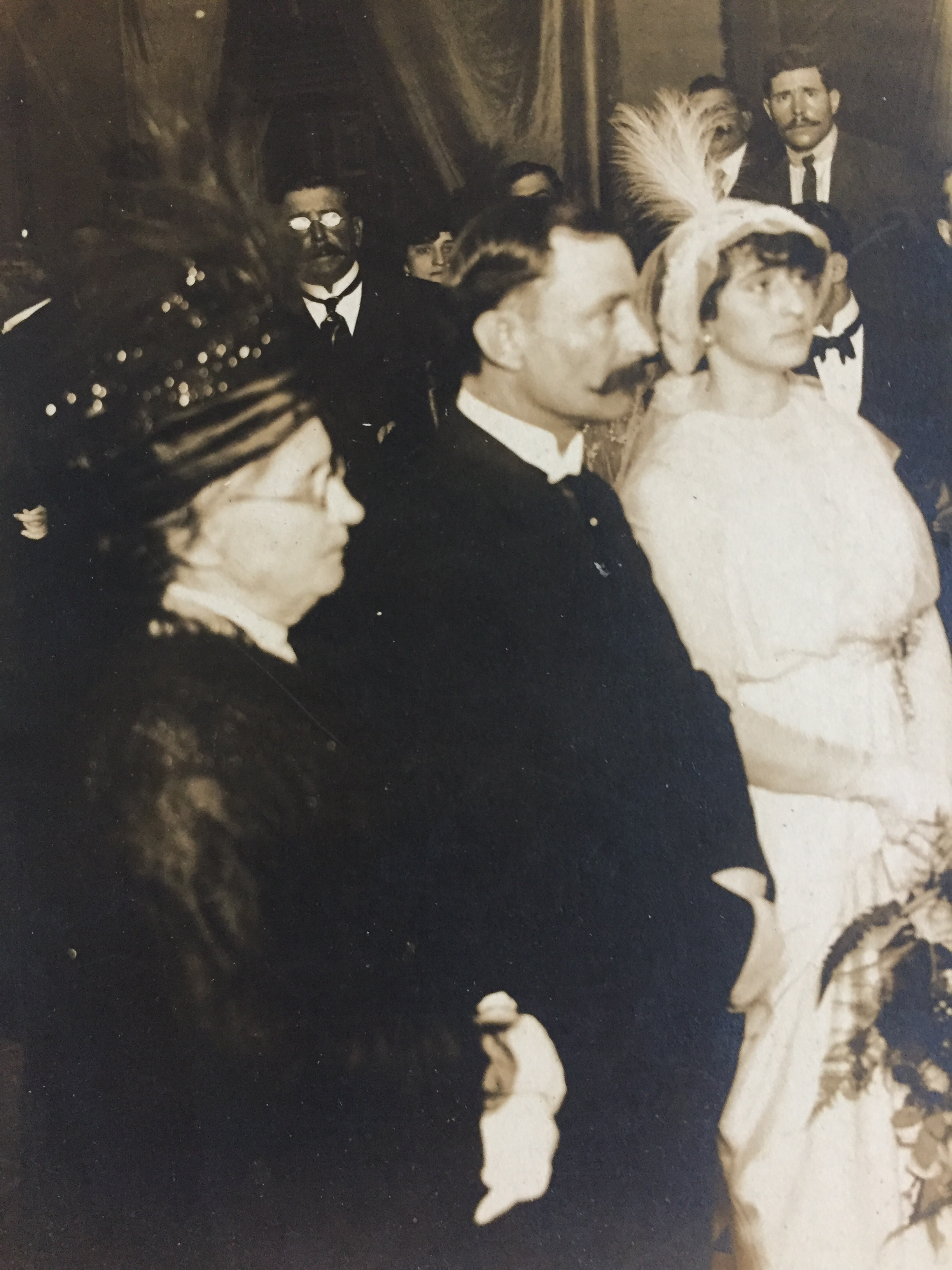
Ángela de la Casa (primera a la izquierda) en el casamiento de su hijo Rodolfo Lehmann con Corina Leiva, en 1914.

Luego de la muerte de su marido, Ángela continuó la labor colonizadora y empresarial. “Ella aplica las técnicas comerciales iniciales y normaliza todas las operaciones referentes a los terrenos comprados a Roca, Torres, Mesquita y Muñiz en la Colonia Ataliva, en Humberto 1° o Rey Umberto, en la Colonia Reina Margarita y en el Pueblo Nueva Roma. Ochenta y dos concesiones en la Colonia Santa Clara más quince lotes y una manzana de terreno de la sociedad Roca, Torres y Martínez tuvieron legalización en los boletos de compra-venta y en las respectivas escrituras. Todo lo encaró ella, con la eficaz colaboración de sus hijos y de los administradores elegidos. Juan Stoessel fue uno de ellos, por estar bien enterado de los negocios de su esposo en esa época.” En 1890 junto a Hugentobler funda en Esperanza el Molino harinero Angelita. También se destaca en la caridad creando junto a otras mujeres la Sociedad de Señoras de San Vicente de Paul en Esperanza en 1882, la cual presidirá.  
“Un Viejo agricultor de Cavour recordándola expresó cierta vez: “era como la bendición de una madre buena porque cuando la señora se iba, después de sus acostumbradas visitas a la chacra, quedábamos contentos y seguros de que tendríamos un buen años.”
El 11 de enero de 1934, en la ciudad de Esperanza, a los 84 años de edad fallece quien fuera la continuadora de la obra de Guillermo Lehmann. Ángela fue la abanderada de los colonos.

## Referencias

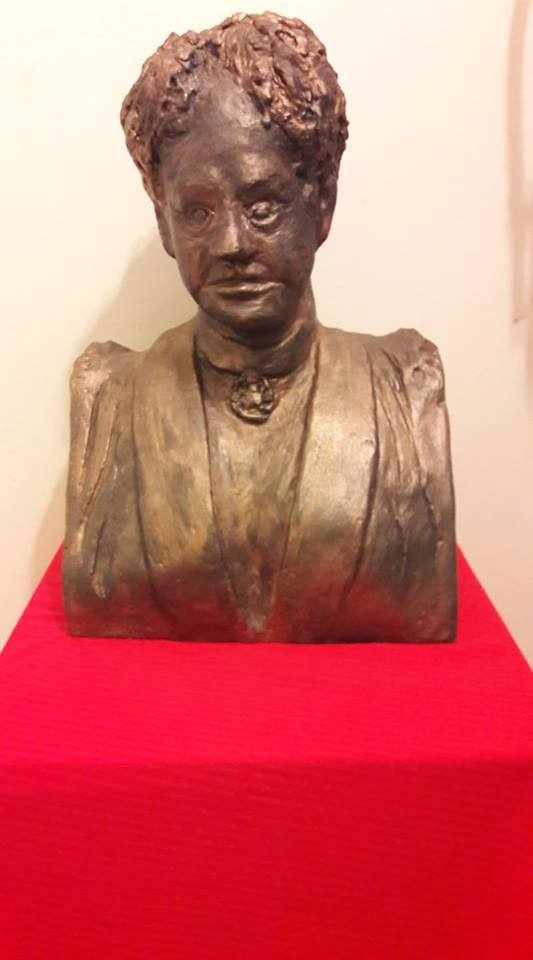
Busto de Ángela de la Casa (Facebook Ángela de la Casa-Rafaela)